# Weinprobe

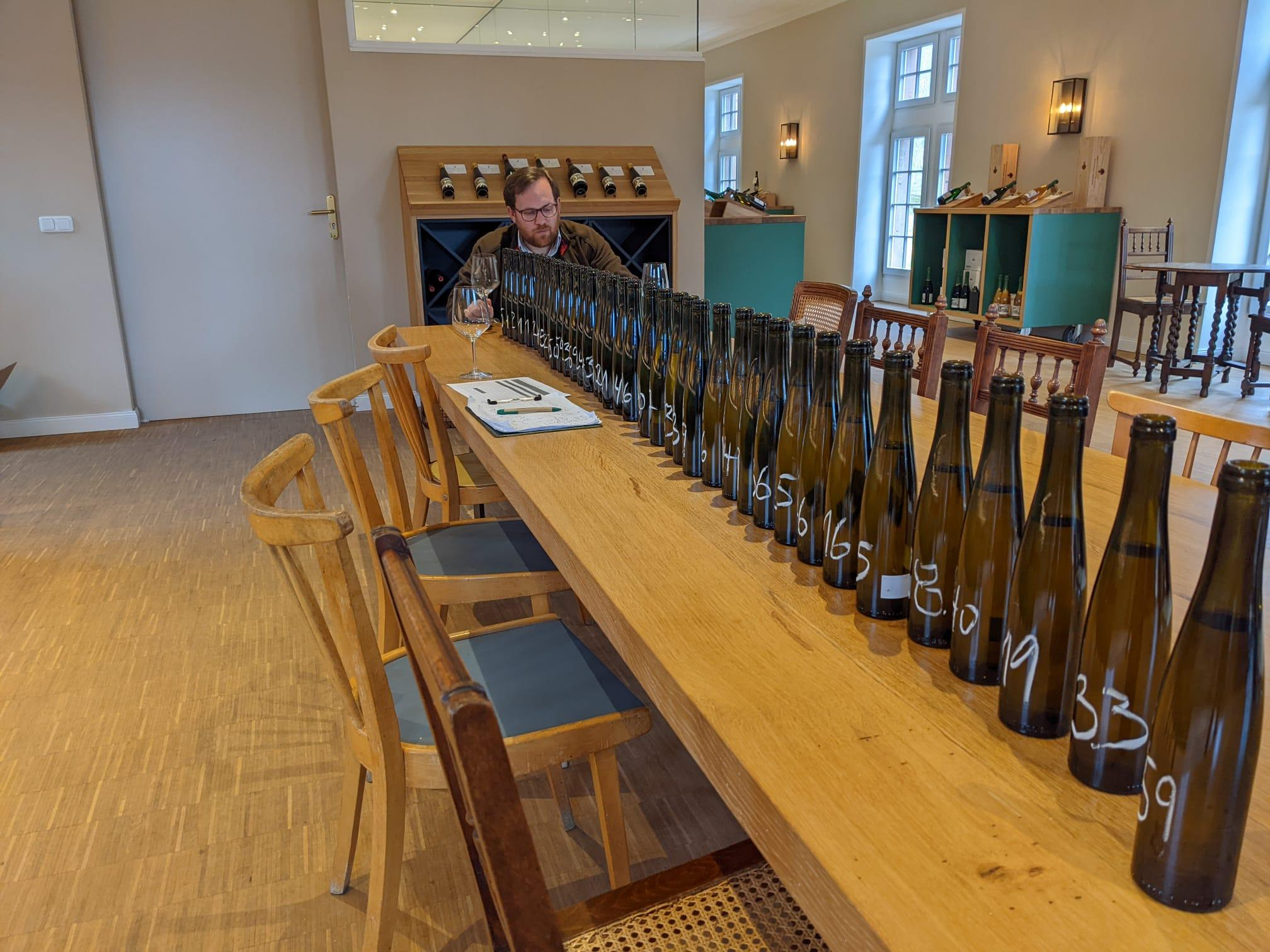
Vorbereitung einer Weinverkostung auf dem Weingut Maximin Grünhaus

Eine Weinprobe wird von und für Önologen, Weinkritiker, Sommeliere und andere Experten des Weinmarktes sowie für Weinliebhaber und Verbraucher veranstaltet, um die Qualität zumeist mehrerer Weine zu beurteilen. Anlassbezogen werden auch Bezeichnungen wie Weinverkostung oder Degustation verwendet.

## Anlässe

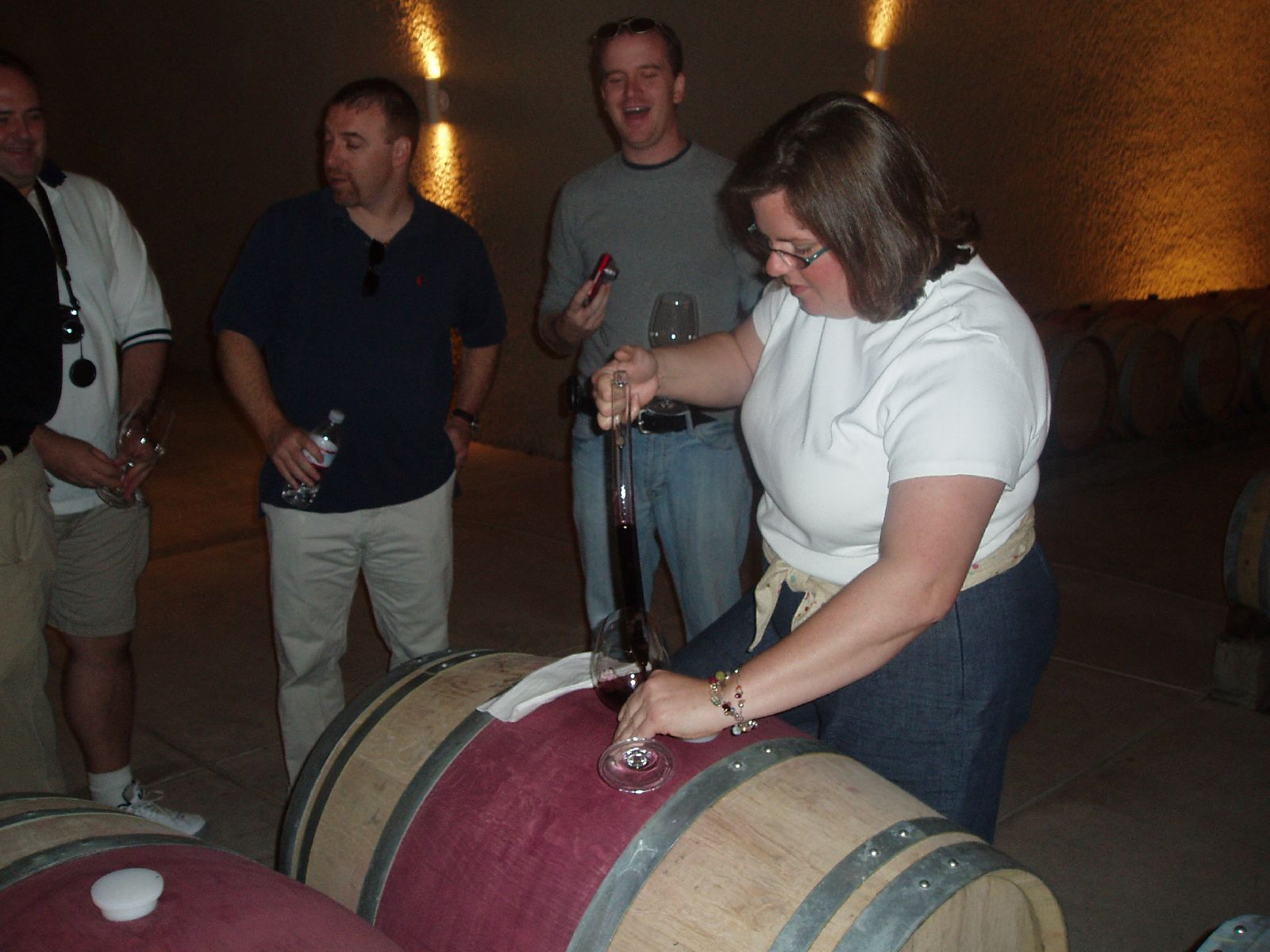
Fassweinprobe

In jedem Stadium der Weinbereitung und Weinvermarktung sind Weinproben erforderlich. Sowohl während als auch nach der Vergärung des Mostes. Hier beurteilt der Kellermeister durch Fassweinproben die Entwicklungsprozesse des Gebindes. Jeder Schritt in der Entwicklung eines Jungweins – vom Filtrieren über Schönung, die Entsäuerung oder die Dauer der Holzfasslagerung – wird nicht nur durch Laboruntersuchungen, sondern auch durch sensorische Verkostungen gesteuert. Bei der Vermarktung von Fasswein interessieren sich auch Käufer und Multiplikatoren für eine Fassweinprobe.
Bei der Festlegung eines Füllverschnitts werden meist betriebsintern mehrere Rezepturvarianten aus den zur Abfüllung als Flaschenwein anstehenden Großgebinden erstellt. Man muss davon ausgehen, dass der Geschmack des gleichen Weins sich in jedem Fass oder Tank leicht unterschiedlich entwickelt hat. Namentlich die Beimengung der Süßreserve ist eine Geschmacksfrage, zu der gern mehrere betriebsinterne Meinungen eingeholt werden.
Wenn der abgefüllte Wein als Qualitätswein vermarktet werden soll, so muss er zur Qualitätsweinprüfung angestellt werden, um die amtliche Prüfungsnummer zu erhalten. Diese erste Prüfung eines Weins ist gesetzlich genau geordnet. Eine Blindverkostung durch Experten gehört dazu.
Bei Einkauf von Wein beim Erzeuger können in der Regel alle Weine vorher probiert werden. Zu diesem Zweck haben viele Betriebe ein Probierzimmer eingerichtet. Hier steht eine Kühlgondel bereit, die mit allen auf der Preisliste verzeichneten Weinen befüllt ist. In diesem äußeren Rahmen kann sich der Weinkunde kostenfrei bei der Suche nach dem für seinen Bedarf passenden Wein beraten lassen. Es kann vorkommen, dass der Kunde auch nach zeitintensivem Probieren der ganzen Preisliste nicht den passenden Wein findet oder nur ganz wenig kauft. Für solche Kunden gibt es mundartliche Bezeichnungen. Im Rheingau werden sie Schnutentunker genannt.
Es werden auch bezahlte Weinproben veranstaltet, die zwar ohne Kauferwartung für die Teilnehmer ablaufen, letztlich aber doch verkaufsfördernde Maßnahmen sind. Die Kosten einer solchen Weinprobe bemessen sich nach Art und Anzahl der zu verkostenden Weine und der Zahl der Teilnehmer. Elf bis höchstens achtzehn Teilnehmer können sich je eine Flasche Wein teilen. Jede für die Weinprobe angebrochene Flasche wird in Rechnung gestellt. Wenn die Weinprobe beim Erzeuger stattfindet, kann sie mit einer Betriebs- oder Kellerführung und einer Kellerprobe verbunden werden. Im Sommerhalbjahr finden Weinwanderungen zu den Weinbergsparzellen des veranstaltenden Weinguts immer mehr Anklang. Es hat sich beim Publikum bewährt, wenn der Interpret einer Weinprobe nicht nur auf die sensorischen Besonderheiten jedes einzelnen Weins aufmerksam macht, sondern auch Informationen über das Weingut, über die Arbeiten im Weinberg und im Keller gibt und nicht zuletzt alles durch launige Anekdoten rund um den Wein auflockert.
Bei der Bestellung einer Weinprobe muss die Grundlinie mit dem Kunden abgestimmt werden. Standard ist eine Weinprobe durch die Qualitätsstufen, beginnend beim einfachen Qualitätswein bis zur Auslese führend; je nach Kostenrahmen kann auch eine Beerenauslese, Trockenbeerenauslese oder ein Eiswein den Abschluss bilden. Eine Weinprobe kann auch zur Vorstellung verschiedener Rebsorten, Weinlagen oder Jahrgänge dienen oder die Unterschiede zwischen trocken, halbtrocken oder mild ausgebauten Weinen aufzeigen. Mehr als zehn bis zwölf verschiedene Weine sind nicht üblich.
Verkaufsfördernd wirken auch Weinpräsentationen, in denen ein oder mehrere Weingüter ihre Erzeugnisse entweder gezielt einem Fachpublikum vorstellen, den Einkäufern des Weinfachhandels und der Gastronomie, oder aber die Veranstaltung wendet sich an die breite Öffentlichkeit.
Bei Weinseminaren werden Weinfreunde von Fachleuten unterhaltsam und Schritt für Schritt in die Tiefe der Weinkultur eingeführt.
Schließlich gibt es noch einige offizielle Anlässe für Weinverkostungen, nämlich wenn ein Erzeugerbetrieb mit seinen Weinen an Prämierungen auf Bundes- oder Landesebene oder gar an internationalen Wettbewerben teilnimmt. Hier regeln wieder Experten den Ablauf.
Auch die amtliche Überwachung nach dem Weinrecht kommt nicht ohne Verkostungen aus. Vom Erzeuger oder aus dem Handel und nicht zuletzt auf Weinfesten werden durch Weinkontrolleure Proben entnommen und amtlich untersucht.

## Degustation durch Experten
In der Regel wird die Beschreibung der Weine hier schriftlich fixiert. Häufig werden die Weine in sogenannte Flights gruppiert: gleichartige Weine, entweder einer Region, einer Rebsorte, eines Jahres o. ä. werden direkt nacheinander oder parallel sensorisch verglichen.
Eine klassische Rubrizierung gliedert die Eindrücke des Weines in
- Auge: Klarheit, Farbe und Reinheit des Weines werden geprüft
- Nase: Geruchseindruck nach Schwenken des Glases
- Zunge: die geschmackliche Prüfung im Mund
- Abgang, auch Nachhall genannt: der nachdauernde Eindruck, wenn der Wein den Mund verlassen hat.

Bei vielen professionellen Weinproben werden Weine nach einem Punktesystem bewertet. Besondere Bedeutung – auch für den kommerziellen Erfolg eines Weines – haben beispielsweise die Parker-Punkte. Dieses Punktesystem ist nach dem bekannten Weinkritiker Robert Parker benannt.

## Weingläser

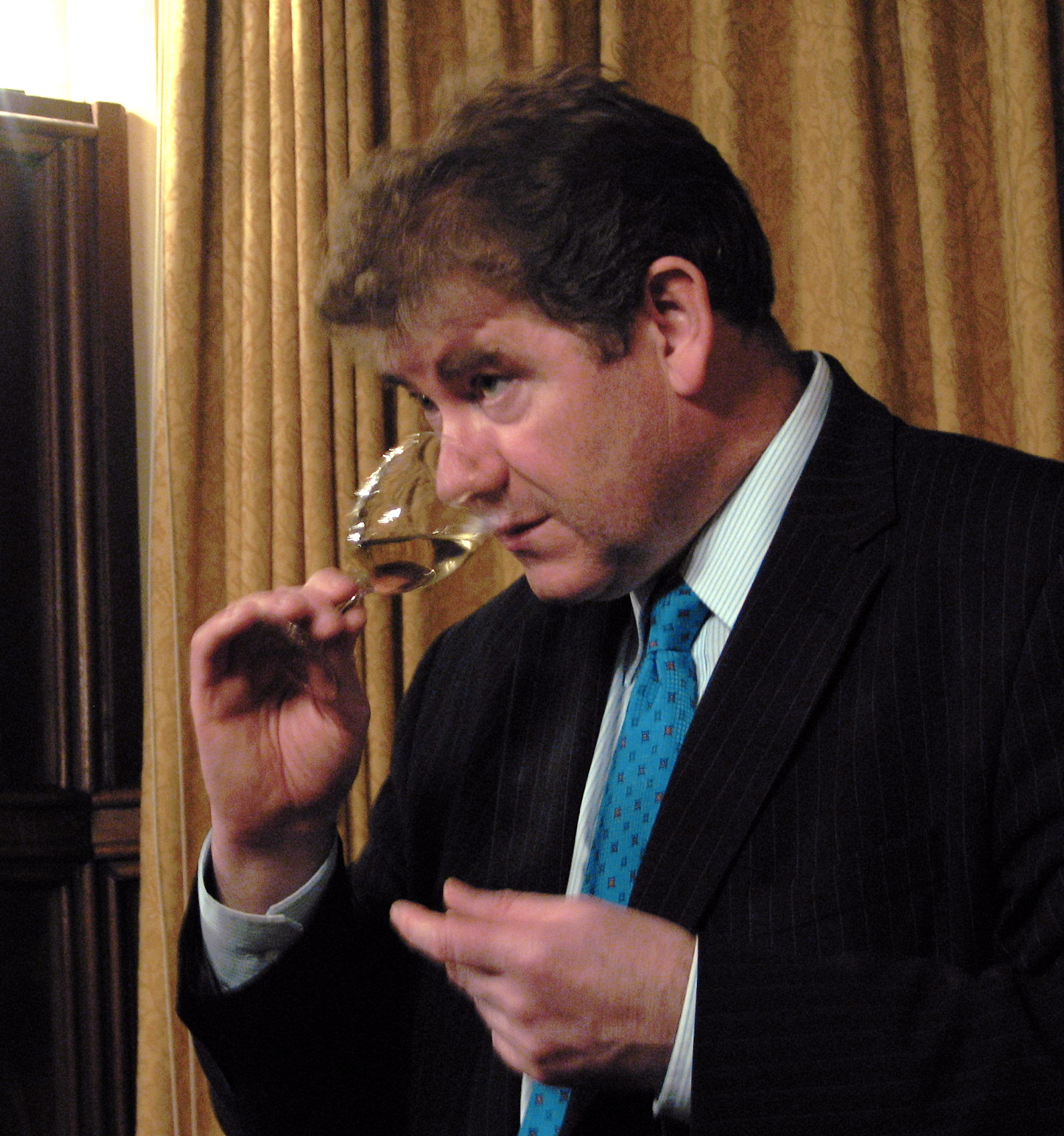
Probierglas

Eine Weinprobe sollte mit adäquaten Weingläsern durchgeführt werden.
Pflicht zu einer Verkostung sind saubere, nach oben kelchförmig geschlossene Weingläser, um eine gute Beurteilung zu erlauben. Der Stiel des Glases dient als Griff und muss deshalb lang und griffig genug sein. Der Kelch soll während der Weinprobe frei von Fingerspuren bleiben und auch die Handwärme soll sich nicht auf den Wein übertragen.
Sogenannte Wein-Degustationsgläser sind nach ISO 3591 genormte Gläser für Weinproben. Diese farblosen Gläser erinnern an kleine Weißweingläser oder an Sherrygläser. Ihre spezielle Konstruktion bewirkt, dass sich über dem Wein sein Geruch mit geringstmöglichen Einflüssen entfalten kann.
Für den Privatgebrauch eignen sich auch Gläser, die etwa 20 cl Flüssigkeit fassen und aus dünnem klarem Glas hergestellt sind. Eine bauchige, sich nach oben verjüngende Form ist vorteilhaft, da sich aufgrund der großen Flüssigkeitsoberfläche die Duftstoffe gut entfalten können, aber durch die kleinere Öffnung im Glas zurückgehalten werden, und zudem das Schwenken des Glases zur Benetzung einer möglichst großen Duftfläche risikoärmer ist mit einer sich verjüngenden Öffnung. Die auf Verbrauchermessen oftmals anzutreffenden Römerkelche sind aufgrund ihrer Dickwandigkeit ungeeignet; eine Farben- und Reinheitsbeurteilung ist mit ihnen kaum möglich.

## Weitere Utensilien

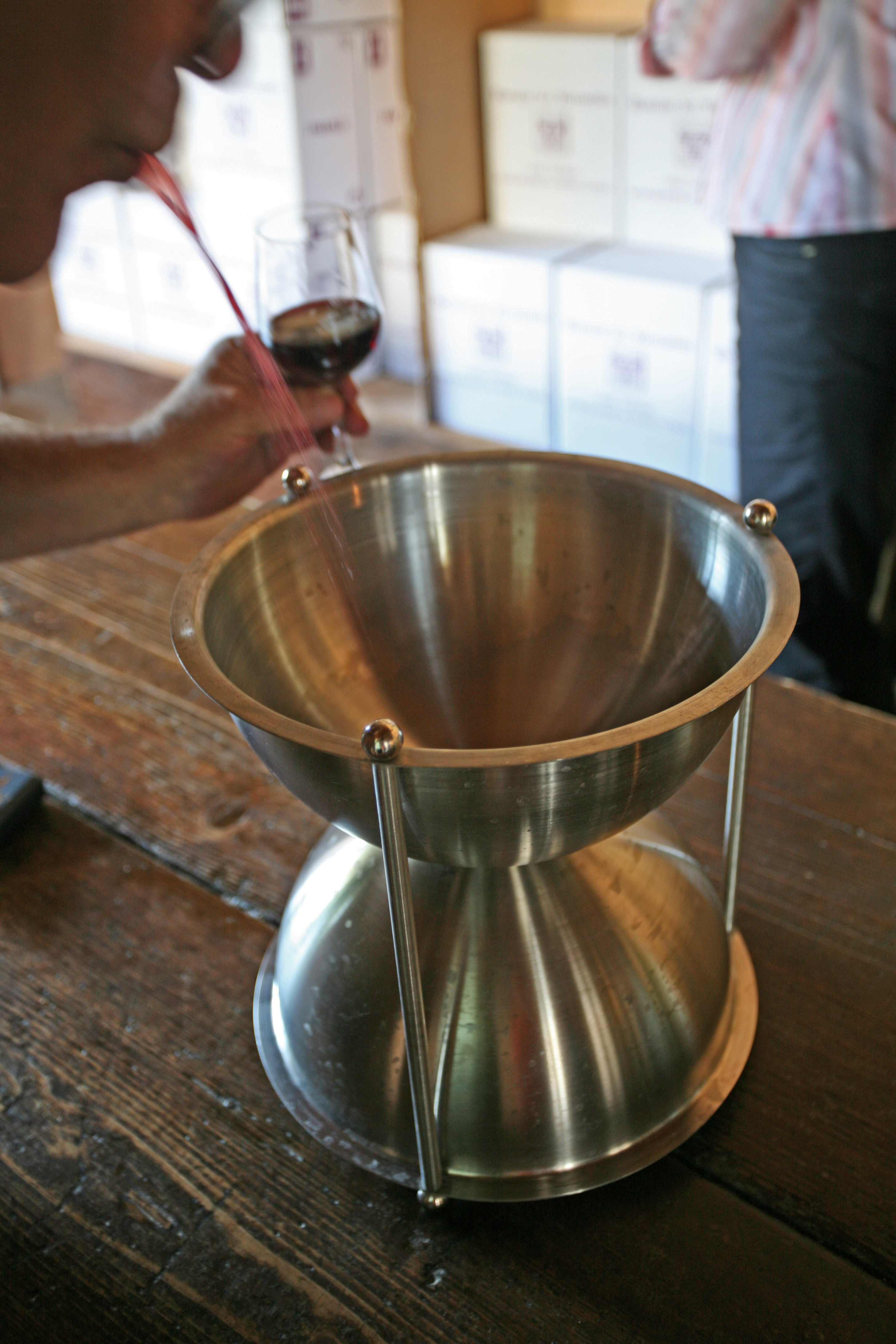
Spucknapf

Des Weiteren wird Brot, meist einfaches Weißbrot, bereitgehalten und einfaches, möglichst nicht sprudelndes Mineralwasser sowie Gefäße zum Ausspucken des eventuell nicht getrunkenen Weines.

## Blindprobe
Oftmals werden die Weine ohne Kenntnis ihrer Etiketten verkostet, um eine Vorbeeinflussung auszuschließen: Nur das Produkt im Glas soll beurteilt werden; bekannte oder unbekannte Namen, große und weniger große Jahrgänge sollen nicht das Urteil trüben. Eine solche Verkostung nennt man Blind-Verkostung oder Blindprobe.
Wenn im Rahmen einer Weinprobe oder Verkostung ein Essen angeboten wird, ist oftmals streitig, zu welchem Zeitpunkt das Essen gereicht werden soll. Die einen benötigen es als Grundlage, um nicht frühzeitig schon (nach 10 oder 15 verschiedenen Wein-Eindrücken) sensorisch zu versagen. Andere aber verlangen, dass das Essen den Weinen nachgestellt werden müsse, da Speisen – insbesondere schärfer gewürzte – die sensorische Aufnahmefähigkeit nachteilig beeinflussen können.
Klar ist, dass ein guter Gastgeber einer Verkostung es seine Gäste wissen lässt: nicht nur, ob man etwas zu essen bekommt, auch wann gespeist werden soll. Wenn spät gespeist wird, so wird jeder Teilnehmer zuvor für seine Aufnahmefähigkeit und Grundlage zum Weingenuss Sorge tragen. Manche Gäste essen auch gern etwas Wurst oder Käse zum Wein, andere lehnen dies als „geschmacksverfälschend“ ab.
Bei einer willkürlich zusammengestellten Blindprobe ist es auch für Experten nur selten möglich, einzelne Weine und deren Jahrgänge zu erkennen. Die Vielzahl verschiedener Weine und die unterschiedlichen Entwicklungsstadien eines Weines während des Reifens sowie die individuellen Lagerbedingungen jeder einzelnen Flasche machen das fast unmöglich. Die „schöne“ Geschichte von Geschmack, einer betrügerischen Weinverkostung, stammt von Stanley Ellin (Sanfter Schrecken, 1977).
Im englischsprachigen Raum haben Blindverkostungen von Weinen, etwa die des Weingutbesitzers und Statistikers Robert Hodgson, dazu geführt, dass die Beurteilungen sehr kritisch gesehen werden. Normale Verkostungen, auch die von Experten, liegen oft jenseits des menschlichen Beurteilungsvermögens.

## Durchführung

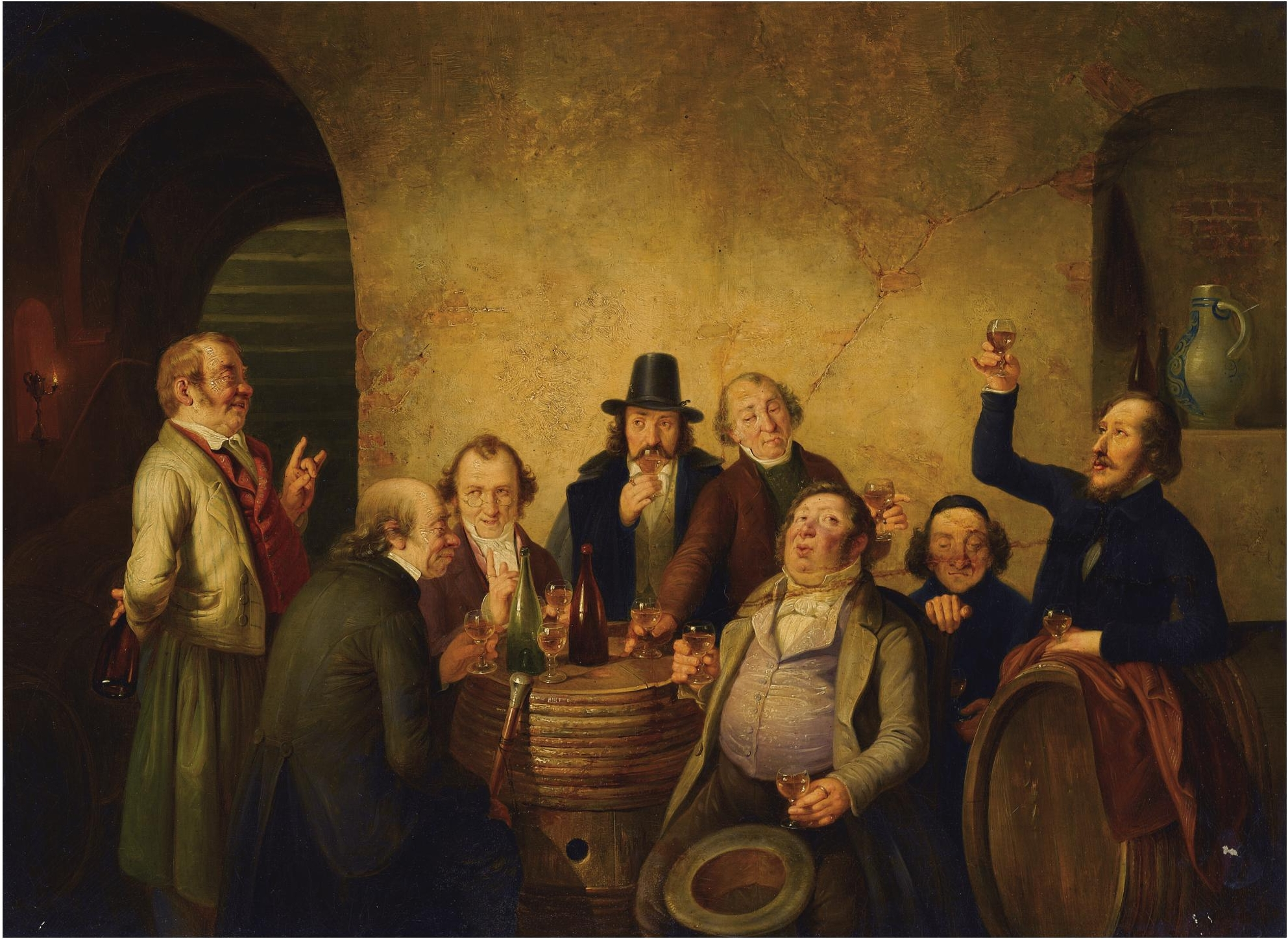
Die Weinprobe, Gemälde von Johann Peter Hasenclever, 1843, Alte Nationalgalerie

Der Vorgang des Verkostens eines Weines läuft bei einer klassischen Weinprobe in mehreren Phasen ab. Die einzelnen Phasen werden im Folgenden kurz beschrieben. Zu jeder Phase werden Beurteilungskriterien nebst Charakterisierungsvorschlägen genannt.
Weißwein wird kühl serviert, zwar idealerweise nicht direkt aus dem Kühlschrank, da er mit sechs bis acht Grad zu kalt zur Beurteilung wäre, aber er wird sich an der Raumtemperatur recht schnell erwärmen. 10 bis 12 Grad sind ideal.
Rotwein für Weinproben sollte bei einer Temperatur von ca. 14 bis 15 °C bereitgehalten werden; er wird sich beim Ausschenken schnell auf 18 bis 20 °C erwärmen. Bei höheren Temperaturen wird die Geruchswahrnehmung von aufsteigendem Alkohol beeinträchtigt.
Die Weingläser sollten frei von Verunreinigungen sein, idealerweise viniert werden, da diese sonst den Geruchs- und Geschmackseindruck beeinträchtigen können. Der Wein sollte vorsichtig eingeschenkt werden, damit er nicht zu stark mit Luft vermischt wird.

### Beurteilung der Farbe oder „Das Auge“
Am besten kann man die Farbe erkennen, wenn das Glas vor einen weißen Hintergrund gehalten wird. Dabei werden die Klarheit, die Farbe und die Reinheit eines Weines geprüft. Hierzu betrachtet man das Weinglas einerseits von oben, hält das Glas jedoch auch schräg, da die Weinfarbe je nach Flüssigkeitstand leicht variieren kann. Nach dem Beurteilen der Farbe soll das Glas waagerecht zum Licht gehalten werden; manche Weine zeigen auf dem Glas sogenannte Tränen, diese bilden sich durch die Oberflächenspannung. Anders als vielfach behauptet, geben die sogenannten Tränen oder Kirchenfenster, die sich nach dem Schwenken am Glasrand bilden, keinen direkten Aufschluss über die Qualität eines Weins. Sie zeigen lediglich eine durch Alkohol oder Zucker erhöhte Viskosität an.
Interessant ist der Rand des Weines am Glas: Er wird nach seiner Randgröße beurteilt (mehr als ein Millimeter Randbreite deutet auf einen älteren Wein), und nach der Abweichung der Farbe im Verhältnis zum „tiefen“ Wein: Eine orange Randfarbe ist ebenso ein Anzeichen eines gereiften Weines.

#### Beurteilungskriterien und Charakterisierungsvorschläge

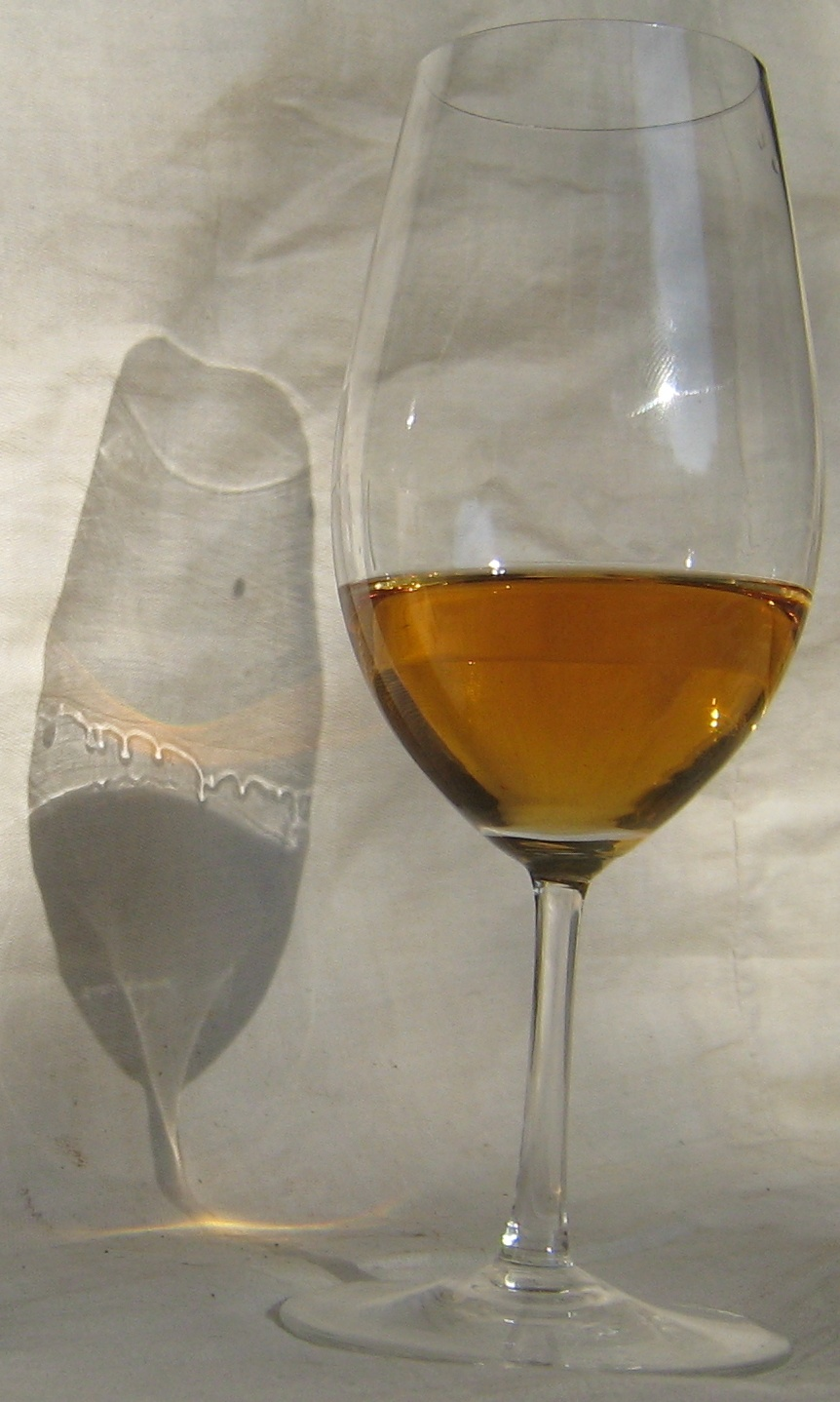
Im Schattenbild erkennbare Tränen

- Farbton: himbeerfarben, granatrot, purpurn, rubinrot, kirschrot schimmernd, ins Violette spielend, rotbraun, rosé, gelbgrün, strohgelb, goldgelb, tiefgolden
- Farbintensität: intensiv, tief, hell, klar, fein, transparent, glänzend, funkelnd, hell strahlend
- Weintränen: tränenreich, gelbe, klare, schlierige Tränen
- Farbe: Schattierungen, Nuancen
- Klarheit: Transparenz/ Reinheit, Trübung
- Tiefe: Farbsattheit oder -blässe
- Leuchtkraft: strahlend, stumpf

### Der Geruch oder „Die Nase“
Nach der visuellen Wahrnehmung kommt der olfaktorische Eindruck. Dabei wird versucht, verschiedene markante Gerüche zu unterscheiden und zu benennen. Der olfaktorische Eindruck besteht aus drei Phasen.
Zunächst riecht man am Glas, ohne es zu schwenken, da es extrem flüchtige Verbindungen im Wein gibt, die bereits nach dem ersten Schwenken verloren gehen.
Nun wird das Glas geschwenkt, um tiefere Aromen an die Oberfläche zu bringen und zu verstärken. Nach erneutem Riechen werden andere Gerüche wahrgenommen.
Der Wein braucht nun etwas Zeit, um sich zu erholen; dann erneutes Riechen. Manche Weine bieten nun wieder dieselben Geruchseindrücke wie zu Anfang, bei anderen haben sich die Geruchseindrücke durch die Luftzufuhr verändert.
Noch detaillierter wird gerochen, indem am geneigten Glas einmal „unten“ (am unteren Rand) und einmal „oben“ der Duft des Weines aufgenommen wird. Aufgrund der unterschiedlichen Schweren der duftgebenden Moleküle können hierbei eventuell erhebliche Unterschiede erkannt werden.

#### Beurteilungskriterien und Charakterisierungsvorschläge
- Bukett: mehr oder weniger ausgeprägt, flach, mächtig
- Finesse: plump, elegant, arm, klein, spritzig, stichig, sauber, rassig, nervig, nobel, großer Atem, ...
- Aroma (Duft):
  - fruchtig: Himbeeren, Kirschen, Sauerkirsche, Pflaumen, Schwarze Johannisbeere, Apfel, Aprikose, Ananas, Zitrone, Birne, Quitte, Holunderblüte
  - blumig: Veilchen, Geranien, Wildrose, Reseda, Liguster, Chrysantheme
  - Gewürze: Vanille, Anis, Zimt, Karamell, Pfeffer, Nelken
  - Holz: Zeder, Sandelholz, Holz-Röstaromen
  - tierische Gerüche: Moschus, Bienenwachs
  - andere Gerüche: Trüffel, Harz, Balsam, Tabak, Leder, Teer, erdig, rauchig, grasig
- Reifegrad: oberflächlich und zurückhaltend (zu junger Wein), spritzig und bissig, flach und verbraucht (zu alter Wein)

Der Geruchssinn ist das wichtigste Werkzeug des Sommeliers, da die Nase wesentlich mehr Nuancen unterscheiden kann als die Zunge. Die Nase ist um den Faktor einhundert empfindlicher als die Zunge. Was als Aroma von der Zunge empfunden wird, ist zu Teilen vielfach ebenso ein Nasen-Aroma: Aus der körpertemperierten Mundhöhle entsteht das Rückraum-Aroma in der Nase.
Aus der „Nase“ kann der Sommelier auf wesentliche Eigenschaften des Weins wie Rebsorten, Herkunft, Alter, Verarbeitung schließen.

### Der Geschmack oder „Die Zunge“
Die Zunge kann eine Reihe an Geschmackseindrücken vermitteln.
Der Wein wird langsam geschlürft, die Luftzufuhr beabsichtigt. Der Wein wird langsam im Mund bewegt und dort auch etwas länger belassen. Die Empfindung für „süß“ nimmt mit der Zeit ab, der bittere Geschmackseindruck nimmt zu. Im Mund machen sich dann ebenso rau-bitterherb die Tannine (Gerbstoffe) und über den Gaumen der Geschmack bemerkbar.

#### Beurteilungskriterien und Charakterisierungsvorschläge
- Körper: leicht, ausgewogen, schwer, körperreich, flach, in Frucht, fleischig, ölig, wuchtig (Alkohol steigt schnell zu Kopf), nussig, samtig, seidig (feine Struktur), dünn, roh, oxidiert, verbraucht, stichig (bakterieninfiziert, Geruch nach Ethylacetat, ungenießbar)
- Adstringierend (etwas raue Empfindung auf der Zunge, typisch für tanninhaltige Weine): nicht, leicht, adstringierend
- Süße: herb, ausgewogen, unaufdringlich, süßlich, ölig, teigig
- Säure: nichtssagend (Säure fehlt), flach, pikant (Eindruck der Frische), würzig, fein, reichlich, unangenehm scharf
- Balance: unausgeglichen, ausgeglichen, vollkommen
- Bitterkeit: nicht vorhanden, leicht, Bitterstoffe, tintig, metallisch, krautig, brandig, hart, klein
- Salzgeschmack: nicht vorhanden, in Spuren

Es ist möglich, die Probe hier zu unterbrechen und den Wein in ein Gefäß auszuspucken. Dies ermöglicht die Verkostung von sehr vielen Weinen, ohne den kompletten Alkohol aufzunehmen.

### Der Abgang
Große Weine sollten auch bei der Verkostung getrunken werden, um den nachdauernden Eindruck zu beurteilen, nachdem der Wein den Mund verlassen hat. Je nachdem wie lange der Weingeschmack in Mund und Rachenbereich spürbar ist, spricht man von einem langen oder kurzen Abgang oder auch Nachhall.

#### Beurteilungskriterien und Charakterisierungsvorschläge
- Geschmackspersistenz oder Geschmackslänge: kurzer Abgang, kräftiger Abgang mit langem Nachgeschmack, „Pfauenrad“ (das Bukett kehrt nach einiger Zeit wieder)